# Lijst van nummer 1-hits in de UK Singles Chart in 2006
Deze hits stonden in 2006 op nummer 1 in de UK Singles Chart:
| Datum        | Artiest                                                        | Titel                                                |
| ------------ | -------------------------------------------------------------- | ---------------------------------------------------- |
| 7 januari    | Shayne Ward                                                    | That's my goal                                       |
| 14 januari   | Shayne Ward                                                    | That's my goal                                       |
| 21 januari   | Shayne Ward                                                    | That's my goal                                       |
| 28 januari   | Arctic Monkeys                                                 | When The Sun Goes Down                               |
| 4 februari   | The Notorious B.I.G. & Diddy, Nelly, Jagged Edge & Avery Storm | Nasty girl                                           |
| 11 februari  | The Notorious B.I.G. & Diddy, Nelly, Jagged Edge & Avery Storm | Nasty girl                                           |
| 18 februari  | Meck & Leo Sayer                                               | Thunder in my heart again                            |
| 25 februari  | Meck & Leo Sayer                                               | Thunder in my heart again                            |
| 4 maart      | Madonna                                                        | Sorry                                                |
| 11 maart     | Chico                                                          | It's Chico time                                      |
| 18 maart     | Chico                                                          | It's Chico time                                      |
| 25 maart     | Orson                                                          | No tomorrow                                          |
| 1 april      | Ne-Yo                                                          | So sick                                              |
| 8 april      | Gnarls Barkley                                                 | Crazy                                                |
| 15 april     | Gnarls Barkley                                                 | Crazy                                                |
| 22 april     | Gnarls Barkley                                                 | Crazy                                                |
| 29 april     | Gnarls Barkley                                                 | Crazy                                                |
| 6 mei        | Gnarls Barkley                                                 | Crazy                                                |
| 13 mei       | Gnarls Barkley                                                 | Crazy                                                |
| 20 mei       | Gnarls Barkley                                                 | Crazy                                                |
| 27 mei       | Gnarls Barkley                                                 | Crazy                                                |
| 3 juni       | Gnarls Barkley                                                 | Crazy                                                |
| 10 juni      | Sandi Thom                                                     | I wish I was a punk rocker (with flowers in my hair) |
| 17 juni      | Nelly Furtado                                                  | Maneater                                             |
| 24 juni      | Nelly Furtado                                                  | Maneater                                             |
| 1 juli       | Nelly Furtado                                                  | Maneater                                             |
| 8 juli       | Shakira & Wyclef Jean                                          | Hips don't lie                                       |
| 15 juli      | Lily Allen                                                     | Smile                                                |
| 22 juli      | Lily Allen                                                     | Smile                                                |
| 29 juli      | McFly                                                          | Don't stop me now please, please                     |
| 5 augustus   | Shakira & Wyclef Jean                                          | Hips don't lie                                       |
| 12 augustus  | Shakira & Wyclef Jean                                          | Hips don't lie                                       |
| 19 augustus  | Shakira & Wyclef Jean                                          | Hips don't lie                                       |
| 26 augustus  | Shakira & Wyclef Jean                                          | Hips don't lie                                       |
| 2 september  | Beyoncé & Jay-Z                                                | Déjà vu                                              |
| 9 september  | Justin Timberlake                                              | SexyBack                                             |
| 16 september | Scissor Sisters                                                | I don't feel like dancin'                            |
| 23 september | Scissor Sisters                                                | I don't feel like dancin'                            |
| 30 september | Scissor Sisters                                                | I don't feel like dancin'                            |
| 7 oktober    | Scissor Sisters                                                | I don't feel like dancin'                            |
| 14 oktober   | Razorlight                                                     | America                                              |
| 21 oktober   | My Chemical Romance                                            | Welcome to the black parade                          |
| 28 oktober   | My Chemical Romance                                            | Welcome to the black parade                          |
| 4 november   | McFly                                                          | Star girl                                            |
| 11 november  | Fedde Le Grand                                                 | Put your hands up for Detroit                        |
| 18 november  | Westlife                                                       | The rose                                             |
| 25 november  | Akon & Eminem                                                  | Smack that                                           |
| 2 december   | Take That                                                      | Patience                                             |
| 9 december   | Take That                                                      | Patience                                             |
| 16 december  | Take That                                                      | Patience                                             |
| 23 december  | Take That                                                      | Patience                                             |
| 30 december  | Leona Lewis                                                    | A moment like this                                   |

1952 ·
1953 ·
1954 ·
1955 ·
1956 ·
1957 ·
1958 ·
1959 ·
1960 ·
1961 ·
1962 ·
1963 ·
1964 ·
1965 ·
1966 ·
1967 ·
1968 ·
1969 ·
1970 ·
1971 ·
1972 ·
1973 ·
1974 ·
1975 ·
1976 ·
1977 ·
1978 ·
1979 ·
1980 ·
1981 ·
1982 ·
1983 ·
1984 ·
1985 ·
1986 ·
1987 ·
1988 ·
1989 ·
1990 ·
1991 ·
1992 ·
1993 ·
1994 ·
1995 ·
1996 ·
1997 ·
1998 ·
1999 ·
2000 ·
2001 ·
2002 ·
2003 ·
2004 ·
2005 ·
2006 ·
2007 ·
2008 ·
2009 ·
2010 ·
2011 ·
2012 ·
2013 ·
2014 ·
2015 ·
2016 ·
2017 ·
2018 ·
2019 ·
2020 ·
2021
- Nederland (Top 40)
- Nederland (Single Top 100)
- Nederland (3FM Mega Top 50)
- Nederland (Kink 40)
- Nederland (DVD Top 30)
- Vlaanderen (Radio 2 Top 30)
- Vlaanderen (Ultratop 50)
- Vlaanderen (Top 30 van Ultratop)
- Vlaanderen (De Afrekening)
- Wallonië
- Australië
- Denemarken
- Duitsland
- Frankrijk
- Ierland
- Italië
- Nieuw-Zeeland
- Noorwegen
- Oostenrijk
- Verenigd Koninkrijk
- Verenigde Staten (Hot 100)
- Zweden
- Zwitserland